# Leyton (metropolitana di Londra)
La stazione di Leyton è una stazione della linea Central della metropolitana di Londra.

## Storia
La stazione è stata aperta al pubblico ad agosto del 1856 dalla Eastern Counties Railway con il nome originale di Low Leyton, cambiato nell'attuale Leyton a novembre del 1867 dalla Great Eastern Railway.
L'edificio originale della stazione è stato ricostruito nel 1879, anno in cui la gestione della stazione è passata a London Underground nell'ambito del prolungamento della linea Central ad est. I treni della linea Central hanno cominciato a servire la stazione nel 1947, mentre nel 1968 è stato chiuso lo scalo merci.
Nel settembre del 2011, era stato annunciato che la capacità della stazione sarebbe stata raddoppiata, al fine di supportare i passeggeri in più che avrebbero utilizzato la stazione durante i giochi olimpici del 2012 e per diminuire la già esistente congestione. Era in piano la costruzione di una nuova uscita dal binario ovest, su Goodall Road, nonché di due nuove uscite dal binario est, da utilizzare in caso di necessità. Il termine dei lavori era fissato per giugno 2012, ma non si sono mai concretizzati.

### Sviluppi futuri
Nel dicembre 2023 la TfL ha annunciato il via libera al progetto per l'ampliamento della stazione. Sarà costruito un nuovo atrio biglietteria, adiacente a quello già esistente, due nuove scale, e due ascensori che renderanno le banchine accessibili ai passeggeri con disabilità. L'assegnazione del contratto per l'esecuzione dei lavori dovrebbe essere finalizzata entro l'estate 2024. Nel febbraio 2025 è stata comunicata la data di inizio lavori, che partiranno il 17 febbraio e dovrebbero concludersi entro il 2027. La stazione rimarrà aperta per tutta la durata del rifacimento, tranne per alcune occasionali chiusure nel fine settimana.

## Strutture e impianti
Si tratta di una stazione con due binari serviti da due banchine laterali coperte da pensiline; il fabbricato viaggiatori è posto a cavallo dei binari, all'estremità occidentale delle banchine.
La stazione rientra nella Travelcard Zone 3.

## Interscambi
Nelle vicinanze della stazione effettuano fermata alcune linee urbane automobilistiche, gestite da London Buses.
- Fermata autobus

## Galleria d'immagini

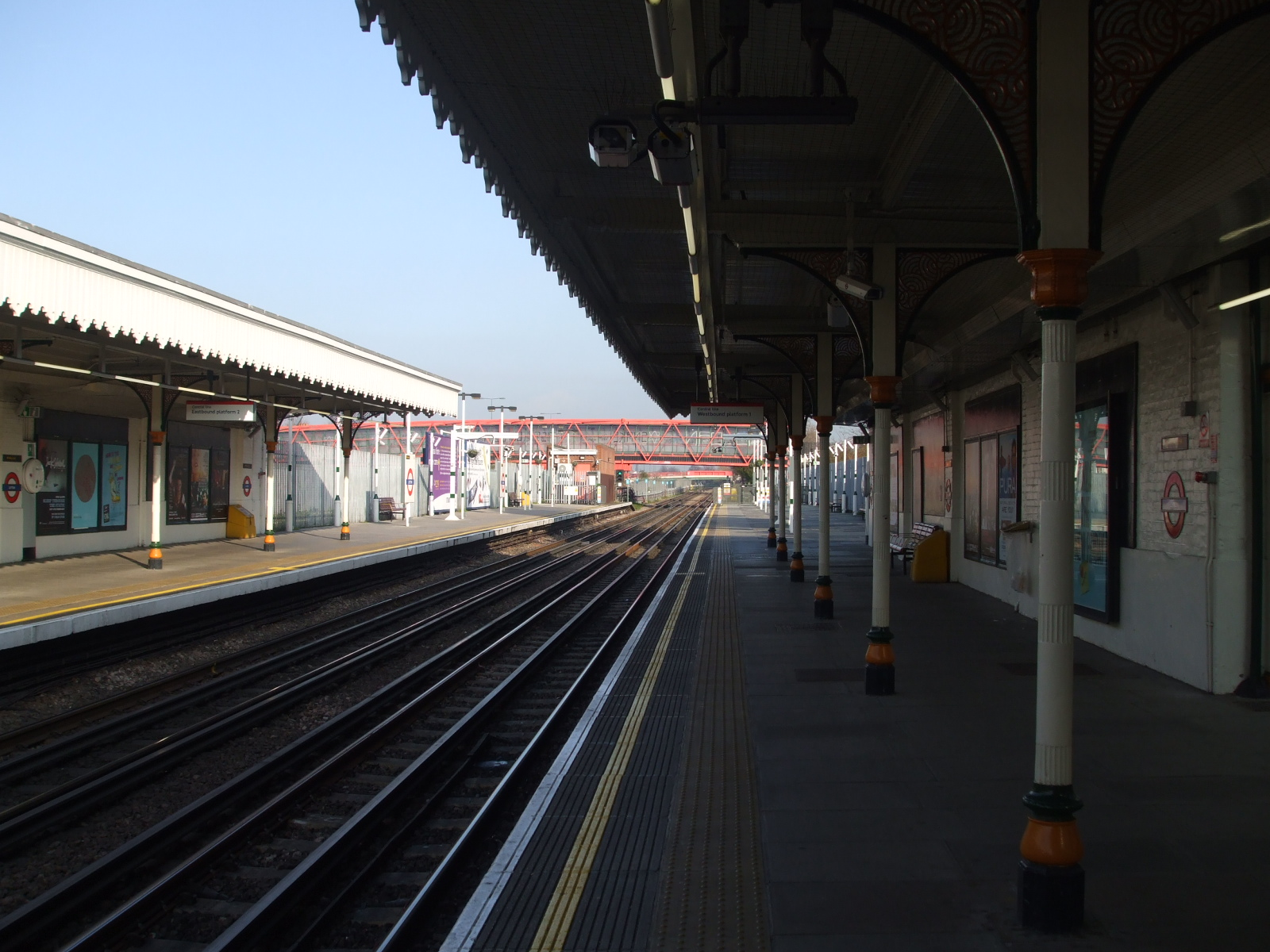
Il binario est
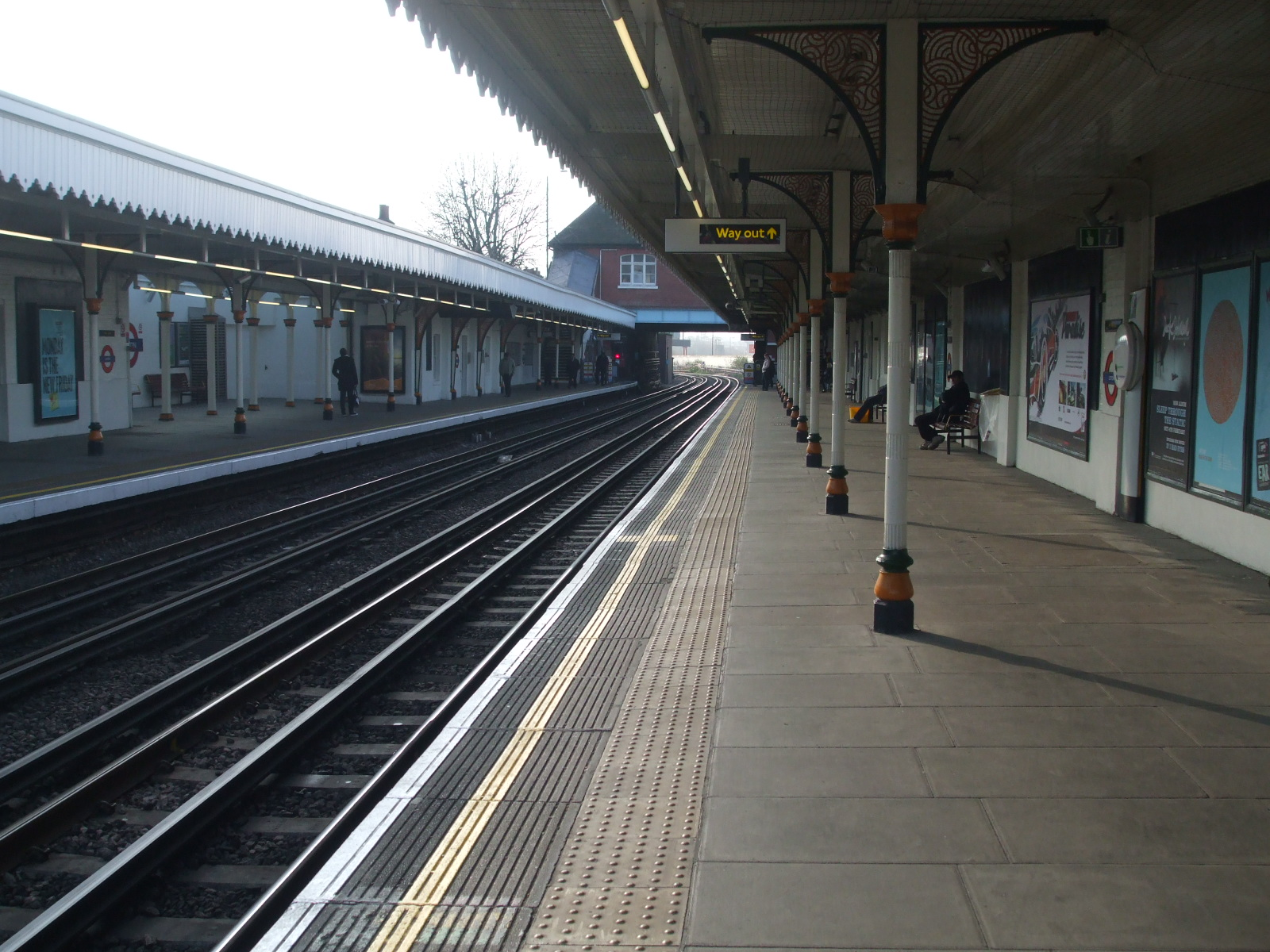
Il binario ovest
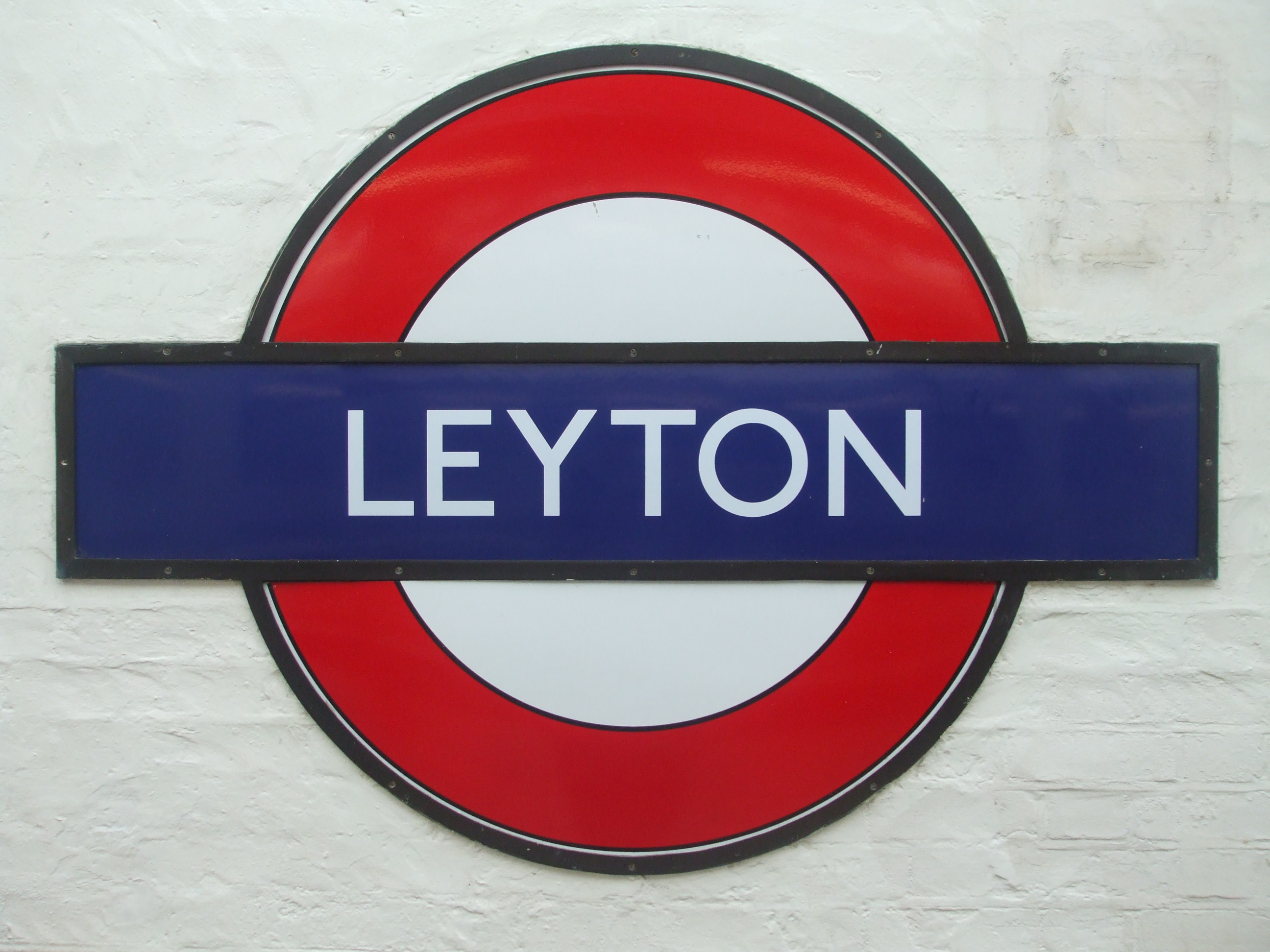
L'insegna della stazione del London Underground